# روابط ارمنستان و سازمان پیمان امنیت جمعی
روابط دوجانبه بین ارمنستان و سازمان پیمان امنیت جمعی (CSTO) زمانی رسمی شد که ارمنستان در سال ۱۹۹۴ به عضویت کامل CSTO درآمد. در فوریه ۲۰۲۴، نیکول پاشینیان، نخست‌وزیر ارمنستان اعلام کرد که عضویت ارمنستان در CSTO متوقف شده است.

## تاریخچه
پس از آغاز درگیری سپتامبر ۲۰۲۲ ارمنستان و جمهوری آذربایجان در ۱۳ سپتامبر ۲۰۲۲، ارمنستان ماده ۴ این معاهده را آغاز کرد و یک مأموریت سازمان پیمان امنیت جمعی شامل استانیسلاو زاس دبیرکل CSTO و آناتولی سیدوروف برای نظارت بر وضعیت در امتداد مرز اعزام شدند. پس از اتخاذ موضع نسبتاً غیرمتعهد سازمان پیمان امنیت جمعی در مناقشه، انتقادها نسبت به عضویت در سازمان پیمان امنیت جمعی در محافل سیاسی ارمنستان افزایش یافت، به طوری که دبیر شورای امنیت ارمنستان، آرمن گریگوریان، حتی اظهار داشت که دیگر امیدی به سازمان پیمان امنیت جمعی نمی‌بیند.
فقدان حمایت روسیه در طول درگیری باعث ایجاد یک بحث ملی در ارمنستان شد، زیرا درصد فزاینده ای از مردم در مورد سودمندی ادامه عضویت در سازمان پیمان امنیت جمعی تردید داشتند و در عوض خواستار همسویی مجدد این کشور با ناتو شدند. این همزمان با سفر نانسی پلوسی رئیس مجلس نمایندگان ایالات متحده به ایروان در ۱۷ سپتامبر ۲۰۲۲ بود که عمدتاً به عنوان تلاشی برای تغییر جهت ساختار اتحاد امنیتی ارمنستان تلقی می‌شد. برای بحث در مورد نتایج عضویت سازمان پیمان امنیت جمعی ارسال شده در ۱۵ سپتامبر ۲۰۲۲، جلسه فوق‌العاده سازمان پیمان امنیت جمعی از طریق ویدئو کنفرانس در ۲۸ اکتبر ۲۰۲۲ برگزار شد. با حضور سران همه کشورهای عضو و استانیسلاو زاس دبیرکل سازمان پیمان امنیت جمعی، این نشست به ریاست نیکول پاشینیان نخست‌وزیر ارمنستان برگزار شد که با گزارش ارائه شده توسط دبیرکل موافقت کرد و همچنین بر اهمیت ارزیابی سیاسی واضح از تجاوز جمهوری آذربایجان تأکید کرد.
نشست منظم شورای امنیت جمعی در ۲۳ نوامبر ۲۰۲۲ با حضور رهبران همه اعضای سازمان پیمان امنیت جمعی برای بحث در مورد مسائل امنیت بین‌المللی و منطقه ای برگزار شد. پس از اینکه پاشینیان از امضای بیانیه مشترک خودداری کرد، زیرا «به تصمیمی در مورد پاسخ سازمان پیمان امنیت جمعی به تجاوز جمهوری آذربایجان به ارمنستان نرسید»، گمانه زنی‌هایی در مورد تداوم عضویت به وجود آمد. دبیرکل استانیسلاس زاس خاطرنشان کرد که، اگرچه اقدامات متعددی در حوزه دیپلماتیک و همچنین نظامی به‌طور کلی مورد توافق قرار گرفت، هیچ اجماع در مورد وضعیت در مرز حاصل نشد. اصطکاک دیپلماتیک تا ژانویه ۲۰۲۳ ادامه یافت، پس از آن که پاشینیان از برگزاری مانورهای نظامی مشترک امتناع کرد، زیرا این سازمان به‌طور صریح جمهوری آذربایجان را به دلیل تجاوز احتمالی آن محکوم نکرد. در پاسخ، دیمیتری پسکوف، دبیر مطبوعاتی رئیس‌جمهور روسیه، اعلام کرد که ارمنستان یک متحد بسیار نزدیک باقی می‌ماند و قول داد به گفت وگوها ادامه دهد. سرگئی لاوروف برای ترمیم روابط خود، پیشنهاد استقرار یک مأموریت CSTO در امتداد مرز ارمنستان و آذربایجان را در ۲ فوریه ۲۰۲۳ طی یک یا دو روز داد، «اگر متحدان ارمنی ما، دوستان همچنان مانند گذشته به آن علاقه مند هستند».
در ماه مه ۲۰۲۳، پس از بحران مرزی ارمنستان و جمهوری آذربایجان، نیکول پاشینیان، نخست‌وزیر ارمنستان، گفت که ارمنستان می‌تواند به دلیل عدم حمایت روسیه در درگیری، خروج از این معاهده را بررسی کند. در مصاحبه ای با سی ان آن که در ۱ ژوئن ۲۰۲۳ پخش شد، پاشینیان اظهار داشت که «ارمنستان متحد روسیه در جنگ اوکراین نیست». در ۳ سپتامبر ۲۰۲۳، نیکول پاشینیان، نخست‌وزیر ارمنستان، طی مصاحبه ای اظهار داشت که این یک اشتباه استراتژیک برای ارمنستان است که تنها به روسیه برای تضمین امنیت خود متکی باشد. پاشینیان اظهار داشت: "مسکو نتوانسته است نقش خود را در منطقه قفقاز جنوبی کاهش دهد" و "فدراسیون روسیه نمی‌تواند نیازهای امنیتی ارمنستان را برآورده کند. این مثال باید به ما نشان دهد که وابستگی تنها به یک شریک است." در مسائل امنیتی یک اشتباه استراتژیک است." پاشینیان نیروهای حافظ صلح روسی را که برای حفظ توافق آتش‌بس اعزام شده بودند متهم کرد که وظیفه خود را انجام نداده‌اند. پاشینیان تأیید کرد که ارمنستان در تلاش است تا ترتیبات امنیتی خود را به ویژه با اتحادیه اروپا و ایالات متحده متنوع کند.
در جریان اعتراضات ارمنستان در سال ۲۰۲۳ که پس از حمله سال ۲۰۲۳ آذربایجان به قره باغ کوهستانی آغاز شد، تظاهرکنندگان سفارت روسیه در ایروان را محاصره کردند و از خودداری روسیه از مداخله در این حمله انتقاد کردند. برخی از معترضان خواستار رد پروتکل آلما آتا و خروج ارمنستان از CSTO شدند. ارمنستان از شرکت در مانورهای نظامی و نشست سران کشورهای مستقل مشترک المنافع در قرقیزستان در اکتبر ۲۰۲۳ خودداری کرد و از نیروهای حافظ صلح روسیه خواست به روسیه بازگردند. نخست‌وزیر ارمنستان، نیکول پاشینیان، در اواخر اکتبر فراتر رفت و گفت که «هیچ مزیتی» در حضور نیروهای روسی در ارمنستان نمی‌بیند. در حال حاضر حدود ۱۰۰۰۰ سرباز روسی در گیومری مستقر هستند.

## توقف عضویت
در ۲۳ فوریه ۲۰۲۴، نیکول پاشینیان، نخست‌وزیر ارمنستان، تأیید کرد که ارمنستان مشارکت خود را در CSTO متوقف کرده است. طی یک مصاحبه پخش زنده پاشینیان اظهار داشت: «ما اکنون از لحاظ عملی مشارکت خود را در این معاهده متوقف کرده‌ایم» و «عضویت در CSTO در دست بررسی بود».
در ۲۸ فوریه ۲۰۲۴، پاشینیان طی یک سخنرانی در مجلس ملی اظهار داشت که سازمان پیمان امنیت جمعی تهدیدی برای امنیت ملی ارمنستان است. دمیتری پسکوف در پاسخ به اظهارات پاشینیان اظهار داشت که منشور سازمان پیمان امنیت جمعی مقرراتی برای وضعیت «عضویت منجمد» ندارد. در ۱۲ مارس، پاشینیان گفت که سازمان پیمان امنیت جمعی باید شفاف سازی کند که «چه چیزی قلمرو مستقل ارمنستان را تشکیل می‌دهد»، زیرا این سازمان هنگام درخواست نیروهای آذربایجانی از مرز به ارمنستان به رسمیت شناخته شده ارمنستان دفاع نکرده است. پاشینیان گفت که اگر پاسخ سازمان پیمان امنیت جمعی با انتظارات ارمنستان مطابقت نداشته باشد، این کشور رسماً از این سازمان خارج خواهد شد.
در ۸ مه ۲۰۲۴، ارمنستان اعلام کرد که کمک‌های مالی خود را به سازمان پیمان امنیت جمعی متوقف کرده است، که باعث شد روسیه اعلام کند که همچنان موظف به پرداخت حق عضویت خود است. در ۱۲ ژوئن ۲۰۲۴، ارمنستان اعلام کرد که در تاریخ نامشخصی بعداً رسماً از ائتلاف خارج خواهد شد، با بیان پاشینیان، «ما ترک خواهیم کرد. تصمیم خواهیم گرفت که چه زمانی خارج شویم… نگران نباشید، ما خواهیم رفت.».
در ۱۴ نوامبر ۲۰۲۴، سخنگوی وزارت امور خارجه ارمنستان، آنی بادالیان اعلام کرد که هیچ تغییری در موضع ارمنستان در مورد توقف مشارکت این کشور در سازمان پیمان امنیت جمعی ایجاد نشده است.
در ۴ دسامبر ۲۰۲۴، در رابطه با وضعیت عضویت ارمنستان در این سازمان در جریان بحث‌های پارلمانی در مجلس ملی، نیکول پاشینیان، نخست‌وزیر ارمنستان، اظهار داشت که «ما خود را خارج از سازمان پیمان امنیت جمعی می‌دانیم» و «من معتقدم که از نقطه بی بازگشت عبور کرده‌ایم»

## نمایندگی
ارمنستان یک نمایندگی دائمی در CSTO در مسکو، روسیه دارد. از نوامبر ۲۰۱۸، سفیر ویکتور بیاگوف رئیس فعلی نمایندگی دائم ارمنستان در سازمان پیمان امنیت جمعی است. در همین حال، مهر شیرینیان به عنوان نماینده نیروهای مسلح ارمنستان در مأموریت ارمنستان در سازمان پیمان امنیت جمعی منصوب شده است.